# Aleksandrovka (république de l'Altaï)
Emeri
Aleksandrovka (en russe : Александровка, en altaï méridional : Эмери, Emeri) est un village du raïon de Maïma de la république de l'Altaï, en Russie sibérienne. Il fait partie de l'établissement rural de Birioulia, et sa population s'élevait à 277 habitants au recensement de 2021.

## Géographie
Le village de Aleksandrovka se situe dans la république de l'Altaï, une république de Sibérie méridionale, en Russie. Il fait partie du district fédéral sibérien. Le village fait partie du raïon de Maïma, le raïon de la république le plus au sud-ouest, qui compte 25 localités, avec Maïma comme centre administratif.
Il fait partie de l'établissement rural de Birioulia, une municipalité, avec le village de Birioulia comme chef-lieu,.
Aleksandrovka, comme toute la république de l'Altaï, est située dans le fuseau horaire MSK+4 (heure de Krasnoïarsk). Le décalage horaire appliqué par rapport au temps universel coordonné est +07:00.

## Histoire
D'après liste des lieux peuplés du kraï de Sibérie de 1928, le village a été fondé en 1860.

## Démographie
Recensements (*) et estimations de la population,,,
:
| 2002* | 2010* | 2012 | 2013 |
| ----- | ----- | ---- | ---- |
| 324   | 317   | 325  | 325  |

| 2014 | 2015 | 2016 | 2021* |
| ---- | ---- | ---- | ----- |
| 320  | 323  | 314  | 277   |

Concernant les ethnies, en 2002, sur les 324 habitants, il y avait 54 % de Russes et 40 % d'Altaïens,,,
.